# Fernando Arturo de Meriño
Fernando Antonio Arturo de Meriño y Ramírez (* 9. Januar 1833 in Antoncí, Santo Domingo; † 20. August 1906 in Santo Domingo) war ein dominikanischer Geistlicher, Politiker, Präsident der Dominikanischen Republik und Erzbischof von Santo Domingo.

## Leben

### Aufstieg zum Apostolischen Administrator und Förderung durch Santana
Bereits als Schüler war Meriño Ministrant in der Gemeinde San Carlos, ehe er 1848 in das Priesterseminar eintrat. Nach seiner Priesterweihe am 24. April 1856 hielt er knapp eine Woche später am 3. Mai 1856 seine erste Heilige Messe. Als Priester wurde er zunächst in die Gemeinde von Neyba, der Hauptstadt der Provinz Baoruco, entsandt. Dabei geriet er während der Revolution von 1857 in Gefangenschaft, wurde jedoch kurz darauf auf Anweisung von Pedro Santana freigelassen. Der noch unerfahrene Priester fand in diesem erfahrenen Politiker, Offizier und mehrmaligen Präsidenten einen einflussreichen Förderer, der sich nach dem Staatsstreich gegen Präsident Buenaventura Báez 1858 für die Entsendung Meriños als Priester in die Gemeinde von San Cristóbal einsetzte.
Kurz darauf begann die politische Laufbahn des jungen Pfarrers (Padrecito), als er mit Unterstützung Santanas zum Abgeordneten der Verfassungsgebenden Versammlung von Moca gewählt wurde, in der die progressive Verfassung verabschiedet wurde, die Ausdruck der politischen Meinung der sozialen Kräfte von Cibao war. Durch die Protektion Santanas wurde er ebenfalls 1858 Pfarrer der Kathedrale von Santo Domingo sowie Vorsteher des dortigen Priesterseminars. Der Tod von Erzbischof Tomás de Portes sowie des Pfarrers Gaspar Hernández führten zu seinem Aufstieg innerhalb der klerikalen Hierarchie. Am 25. Februar 1859 wurde er im Alter von erst 26 Jahren und gerade drei Jahre nach seiner Priesterweihe Administrator der römisch-katholischen Kirche der Dominikanischen Republik. Weitere zwei Jahre später wurde er am 28. März 1861 von Papst Pius IX. erneut zum Apostolischen Administrator der bis 1862 vakanten Erzdiözese von Santo Domingo ernannt, nachdem Erzbischof Antonio Cerezano Camarena nach nur halbjähriger Amtszeit verstorben war.
Zu dieser Zeit kam es jedoch zum Bruch mit seinem Förderer Santana, da Meriño entgegen Santana Gegner der Annexion der jungen Republik durch Spanien war. Bereits am 27. Februar 1861 hielt er eine mit dem Titel El egoísmo versehene energische und ergreifende Rede, in der er sich kritisch mit der aus seiner Sicht fehlerhaften Haltung von Präsident Santana gegenüber einer spanischen Besatzung auseinandersetzte. Nach der Vollendung der Annexion am 18. März 1861 trat er von der Kanzel mit noch größerer Klarheit und Härte gegen die spanische Besatzungsmacht ein, was jedoch dazu führte, dass ihn Santana im April 1862 des Landes verwies. In der Folgezeit begab er sich ins Exil nach Puerto Rico, Venezuela und zuletzt nach Kuba und setzte sich weiterhin in seinen Schriften und Reden kritisch mit der spanischen Besatzungsmacht auseinander.

### Wiederherstellung der Republik und Gegnerschaft zu Báez
Nach der Wiederherstellung der Republik (Restauracíon de la República) kehrte er 1865 zurück und wurde unmittelbar darauf zum Präsidenten der Verfassunggebenden Versammlung (Asamblea Constituyente) gewählt. Sein Eintreten für die nationale Souveränität machten aus ihm einen in der Öffentlichkeit geachteten Mann. Die Wahl von Buenaventura Báez zum Präsidenten der Republik am 14. November 1865 löste bei ihm jedoch Bestürzung aus, zumal Báez in der Uniform eines Feldmarschall der spanischen Armee auftrat.
Am 8. Dezember 1865 hielt Meriño eine weitere viel beachtete kritische Rede, in der es unter anderem hieß:
„Tiefe und unergründliche Geheimnisse der göttlichen Vorsehung ...! Während Herumirrende von anderen Stränden, Fremde, die großen Ereignisse in eurem Mutterland bestimmen, wenn es scheint, dass ihr abseits vom Gewöhnlichen seid und dass die Oberste Macht sich der siegreichen gerechten Hand eines der Führer der Unabhängigkeit anvertraut, dann nehmen außerordentliche Ereignisse in diesem Land ihren Platz ein... Euer Stern erhebt sich am Horizont der Republik und es ist an euch den Sitz des ersten Amtes einzunehmen. Derartige unerwartete Ereignisse haben schon diejenigen überwältigt, die nicht damit rechneten ...!“
Er war wie andere Vertreter des Patriotismus nicht zufrieden mit der opportunistischen Führung durch Báez und dessen Anwesenheit als Präsident. In der gleichen Rede führte er daher aus, welche Regierung die Geeignete für die junge Republik sei:
„Um ein Land zu regieren, muss man es kennen. Ein bürgerlicher Präsident hat seinen Interessen mit Aufrichtigkeit und Genauigkeit zu dienen. Um dies zu tun, regiert das Recht über alle Bürger, ohne Verhüllung der Strafbarkeit von Verbrechen und ohne Beleidigung der Rechtschaffenheit. Um einen tiefen Respekt gegenüber dem Eigentum einzuflößen, wird jede amoralische Arbeit mit all seinen möglichen Auswirkungen abgelehnt. Die Begünstigung der Verbreitung der Wissenschaften führt zum Erwerb eines wissenden Volkes und um zu wissen, dass fünf US-Dollar nicht Recht und Gesetz vor den Kopf stoßen können, sollte man keine schädlichen Einflüsse der Feinde von Ordnung und Wohlstand hinnehmen. Um die Grundlagen für eine solide Basis eines inneren und äußeren Friedens zu schaffen, sollte man die Ausweitung des Handels fördern, die Industrie und alle Elemente zur öffentlichen Wohlstandsschaffung. Kurzum: Man sollte sich bemühen durch Moralität aller Institutionen tiefe Wurzeln in die Herzen der Bürger zu bringen, so dass dadurch der Fortschritt wahrhaftig und friedliebend ist und die Gesetze und die Autoritäten respektiert werden und die Freiheit in Ordnung bleibt.“
Für Meriño war dieses Schema einer patriotischen Regierung das fundamentale Element für eine erfolgreiche Republik. Schließlich führte er in seiner Rede aus:
„Gut sind die Patrioten, die Männer mit Prinzipien, die Staatsbürger, die alle dies wünschen und sich darin einig sind, der Macht jederzeit Stabilität zu geben, um ihrer fortschrittlichen und freiheitlichen Regierung zu dienen als eine wahrhaftige nationale Regierung. Diese sollten andererseits ihre Unterstützung versagen, wenn zuerst nach privaten anstatt nach öffentlichen Interessen gestrebt wird, wenn sie aufnehmen und verstehen, dass der Despotismus die Gerechtigkeit der Macht verlassen hat, kurzum, wenn statt eines gewählten ersten Mannes im Staat zur Erreichung eines zufriedenen Volkes festgestellt wird, dass auf dem Präsidentenstuhl ein blutdürstiger Tyrann sitzt, ein ungeschickter und schadenbringender Gouverneur, oder der verwegene Spekulant, der beträchtliches Vermögen ansammelt und usurpatorisch das Vermögen verwendet, dass ihm das Volk zur Erreichung von Frieden, Freiheit und Fortschritt anvertraut hat.“
Diese Rede führte dazu, dass Meriño auf Veranlassung von Báez ein weiteres Mal ins Exil gehen musste. Von da an war sein politisches Schicksal eng mit der Restaurationsbewegung um Gregorio Luperón verbunden, die eine Umsetzung einer fortschrittlichen Nation mit republikanischen Idealen anstrebte. Zu Beginn des sechsjährigen Krieges gegen die Herrschaft von Báez 1868 wurde er zum Unterstützer dieser patriotischen Bewegung und machte auch Versuche, diese Gruppe an der Grenze im Süden des Landes an sich zu binden. Bald darauf begab er sich jedoch ins Exil nach Venezuela, wo er sich in Barcelona, der Hauptstadt der Provinz Anzoátegui, niederließ.

### Präsident von 1880 bis 1882 und Erzbischof von Santo Domingo
Nach dem Sturz von Präsident Báez 1874 kehrte er 1875 zurück und wurde zu einer der geachtetsten und respektierten Person des politischen Lebens und der Gesellschaft. 1879 wurde er Gemeindepriester in Puerto Plata, wo es zur Bildung einer provisorischen Regierung unter Präsident Luperón kam. Bereits dabei spielte er eine maßgebliche Rolle, so dass er zum Präsidentschaftskandidat für die Wahlen im Jahr 1880 auserwählt wurde. Am 10. September 1880 wurde Meriño als Nachfolger von Luperón zum Präsident der Dominikanischen Republik und übte dieses Amt, das er am 12. Oktober 1880 antrat, bis zum 1. September 1882 aus.
Obwohl er energisch und hart gegen jede Art von Aufstand und Anarchie vorging, stellte seine durch die republikanischen Ideale geprägte Regierung beispielhaft eine Regierung dar, die den Fortschritt und die Entwicklung der Nation förderte. Als Präsident pflegte er einen intensiven Gedankenaustausch und Briefwechsel mit dem puerto-ricanischen Schriftsteller und Begründer der Escuela Normal, Eugenio María de Hostos.  Anders war sein späterer Amtsnachfolger Pater Francesco Gregorio Billini, der Hostos zuerst der Zensur unterwarf und bekämpfte, ehe er ihn schätzte.
Hostos war einer der enthusiastischsten Befürworter, die für ihn bei der Kurie die Verleihung der Erzbischofwürde erbat. Andererseits war er dagegen, dass Meriño das Amt des Direktors des Beruflichen Instituts (Instituto Profesional) übernahm, da nach Hostos Ansicht die Erziehung von Laien übernommen werden sollte. Unter seiner Leitung erwarb das Institut jedoch Ansehen und Geltung und erweiterte seine Tätigkeiten umfassend.
Zwischen 1883 und 1885 war er erneut Apostolischer Administrator der Erzdiözese Santo Domingo. Am 3. Juli 1885 wurde Fernando Arturo de Meriño in Rom durch Papst Leo XIII. zum Erzbischof von Santo Domingo ernannt, was landesweit mit Freude aufgenommen wurde, da er der erste einheimische Erzbischof war. Als solcher wurde er Nachfolger von Rocco Cocchia. Die Bischofsweihe spendete ihm Kardinalvikar Lucido Maria Parocchi am 6. Juli 1885. Mitkonsekratoren waren der Weihbischof in Rom, Erzbischof Giulio Lenti, und der spätere Kurienkardinal Francesco di Paola Cassetta.